# Eirene tenuis
Eirene tenuis is een hydroïdpoliep uit de familie Eirenidae. De poliep komt uit het geslacht Eirene. Eirene tenuis werd in 1905 voor het eerst wetenschappelijk beschreven door Browne. 